# Eddie Griffin (cestista)
Eddie Jamaal Griffin (Filadelfia, 30 maggio 1982 – Houston, 17 agosto 2007) è stato un cestista statunitense, professionista nella NBA.

## Caratteristiche tecniche
Era un'ala forte, capace di giocare anche come centro, che se in difesa era eccellente in area con rimbalzi e stoppate, in attacco amava soprattutto il gioco perimetrale, bizzarro per un due metri e otto di cento chili con buon atletismo.

## Carriera

### Pre NBA
Cresce a Filadelfia, città statunitense in cui è molto amato il basket. Durante la sua permanenza alla high school mostra una parte del suo pessimo carattere, facendo una rissa con uno studente e venendo successivamente cacciato. Dopo la rissa riesce comunque ad andare alla Seton Hall University, università di Filadelfia molto rinomata nella pallacanestro. Eddie rimarrà però solo un anno, prima di volare in NBA. A Seton Hall molti vociferano che Eddie abbia lasciato l'università dopo così poco tempo per dispute con altri studenti.

### NBA
Si dichiara eleggibile per il Draft NBA 2001, dove viene scelto al numero 7 dai New Jersey Nets, prima di essere ceduto agli Houston Rockets in cambio di Richard Jefferson, Jason Collins e Brandon Armstrong. Al primo anno, Eddie mostra il suo talento e chiude con 8 punti di media e l'inclusione nel secondo quintetto dei migliori rookie. Ma già l'anno successivo, pur mantenendo medie di poco superiori al precedente, Eddie mostra seri problemi con l'alcool e finisce male la stagione 2002-03. L'anno dopo a Houston arriva Jeff Van Gundy, un coach molto esigente, che richiede molta disciplina. Dopo un primo colloquio, definito da Van Gundy "buono", il giocatore ricomincia a bere e viene tagliato dai Rockets a dicembre. Eddie firma per i Nets, ma non giocherà mai una partita con la squadra del New Jersey, dato che entra in una clinica di riabilitazione per alcolisti. Eddie continua però ad avere grane: viene denunciato infatti dall'ex fidanzata per aggressione. Rimarrà undici giorni in prigione. Dopo tutti questi problemi, riesce a trovare un contratto con i Minnesota Timberwolves di Kevin Garnett. Lì gioca bene, segnalandosi come uno dei migliori sesti uomini della Lega. Ma la prima stagione, nonostante le buone cifre e un record di squadra positivo, è considerata negativa poiché i Timberwolves non arrivano ai play-off. La seconda stagione a Minnesota per Eddie è problematica: nonostante parta in quintetto per 27 partite, infatti, ha un netto peggioramento in quasi tutte le statistiche e, inoltre, si mette ancora nei guai provocando un incidente d'auto. Anche questa volta il giocatore non fa una bella figura: Eddie infatti stava guardando un film porno e si stava masturbando mentre era alla guida, finendo per tamponare un'auto ferma in un posteggio. Le polemiche sull'incidente crescono ulteriormente grazie ad una registrazione, fatta da una telecamera di sicurezza di un negozio: nel video Griffin dice di essere ubriaco e di non voler andare in prigione, e anche la condotta delle forze dell'ordine è sotto accusa, visto che un poliziotto afferma di voler portare Griffin a casa senza fargli alcuna multa.
Nel marzo 2007 Minnesota taglia il giocatore per i problemi legali avuti e il suo comportamento fuori dal campo.

### La morte
Il 17 agosto 2007 muore a causa di un incidente d'auto. Secondo la ricostruzione della polizia, Griffin probabilmente non ha rispettato uno stop presso un passaggio a livello, schiantandosi contro un treno. Il suo corpo viene rinvenuto carbonizzato, tanto che l'identificazione avviene solo grazie all'impronta dentale. L'autopsia rileva che Griffin ancora una volta era ubriaco, con un livello di alcool nel sangue tre volte superiore al limite consentito.

## Statistiche

### College
| Anno      | Squadra            | PG | PT | MP   | TC%  | 3P%  | TL%  | RP   | AP  | PRP | SP  | PP   |
| --------- | ------------------ | -- | -- | ---- | ---- | ---- | ---- | ---- | --- | --- | --- | ---- |
| 2000-2001 | Seton Hall Pirates | 30 | 30 | 32,6 | 42,9 | 32,0 | 73,4 | 10,8 | 1,6 | 0,9 | 4,4 | 17,8 |
| Carriera  | Carriera           | 30 | 30 | 32,6 | 42,9 | 32,0 | 73,4 | 10,8 | 1,6 | 0,9 | 4,4 | 17,8 |

### NBA

#### Regular season
| Anno      | Squadra            | PG  | PT  | MP   | TC%  | 3P%  | TL%  | RP  | AP  | PRP | SP  | PP  |
| --------- | ------------------ | --- | --- | ---- | ---- | ---- | ---- | --- | --- | --- | --- | --- |
| 2001-2002 | Houston Rockets    | 73  | 24  | 26,0 | 36,6 | 33,0 | 74,4 | 5,7 | 0,7 | 0,2 | 1,8 | 8,8 |
| 2002-2003 | Houston Rockets    | 77  | 66  | 24,5 | 40,0 | 33,3 | 61,7 | 6,0 | 1,1 | 0,7 | 1,4 | 8,6 |
| 2004-2005 | Minnesota T'wolves | 70  | 0   | 21,3 | 38,7 | 32,8 | 71,8 | 6,5 | 0,8 | 0,3 | 1,7 | 7,5 |
| 2005-2006 | Minnesota T'wolves | 70  | 27  | 19,4 | 35,1 | 19,5 | 59,5 | 5,6 | 0,6 | 0,2 | 2,1 | 4,6 |
| 2006-2007 | Minnesota T'wolves | 13  | 0   | 7,0  | 25,9 | 0,0  | 80,0 | 1,9 | 0,3 | 0,0 | 0,5 | 1,4 |
| Carriera  | Carriera           | 303 | 117 | 22,2 | 37,7 | 31,5 | 67,1 | 5,8 | 0,8 | 0,3 | 1,7 | 7,2 |

#### Massimi in carriera
- Massimo di punti: 27 vs Philadelphia 76ers (18 dicembre 2004)[4]
- Massimo di rimbalzi: 18 vs Portland Trail Blazers (15 gennaio 2005)
- Massimo di assist: 5 (2 volte)
- Massimo di palle rubate: 3 (3 volte)
- Massimo di stoppate: 8 vs Utah Jazz (5 dicembre 2005)
- Massimo di tiri da tre: 7 vs Philadelphia 76ers (8 dicembre 2004)
- Massimo di tiri liberi: 5 (3 volte)

## Palmarès
- McDonald's All-American Game (2000)
- NBA All-Rookie Second Team (2002)